# 安德鲁斯姐妹
安德鲁斯姐妹（英語：The Andrews Sisters）是美国搖擺樂和布基烏基时代的一个密集和声组合，由三位成员组成：
- 女低音：拉弗恩·索菲亚（LaVerne Sophia，1911年7月6日-1967年5月8日）
- 女高音：玛克辛·安琪琳（“玛克辛”，Maxine Angelyn "Maxene"，1916年1月3日-1995年10月21日）
- 次女高音：帕特里夏·玛琏（“帕蒂”，Patricia Marie "Patty"，1918年2月16日-2013年1月30日[1]）

据美国音乐集团在1970年代中期的统计，她们在歌唱生涯中共售出了7500万唱片。她们在1941年名列排行榜前茅的《军号男孩》被认为是節奏藍調和Jump blues的早期歌曲。
安德鲁斯姐妹的歌曲至今仍有一定影响力，其歌曲曾被贝蒂·米勒、克莉絲汀·阿奎萊拉等人翻唱。该组合在1998年入选“声乐名人堂”。彭博社的马克·施菲特（Mark Schoifet）认为安德鲁斯姐妹是二十世纪前半叶最著名的女声组合。